# Costa Occidental (Kantabrien)
Die Comarca Costa Occidental ist eine der 10 Comarcas in der autonomen Gemeinschaft Kantabrien. Sie wurde, wie alle Comarcas in Kantabrien, mit Wirkung zum 28. April 1999 eingerichtet.
Die Comarca umfasst acht Gemeinden auf einer Fläche von 317,84 km² mit dem Hauptort San Vicente de la Barquera.

## Gemeinden
| Gemeinde                   | Einwohner (2024) | Fläche km² | Dichte Einw./km² | Cod INE | Postleitzahl        |
| -------------------------- | ---------------- | ---------- | ---------------- | ------- | ------------------- |
| Alfoz de Lloredo           | 2.499            | 46,34      | 54               | 39001   | 39526               |
| Comillas                   | 2.146            | 18,61      | 115              | 39024   | 39520               |
| Ruiloba                    | 760              | 15,13      | 50               | 39068   | 39527               |
| San Vicente de la Barquera | 3.992            | 41,04      | 97               | 39080   | 39540               |
| Santillana del Mar         | 4.211            | 28,46      | 148              | 39076   | 39330               |
| Udías                      | 946              | 19,64      | 48               | 39090   | 39507               |
| Val de San Vicente         | 2.796            | 50,86      | 55               | 39095   | 39548, 39549, 39569 |
| Valdáliga                  | 2.152            | 97,76      | 22               | 39091   | 39593               |
| Comarca Costa Occidental   | 19.502           | 317,84     | 61               | –       | –                   |